# Чарльз Майкл Девіс
Чарльз Майкл Девіс (англ. Charles Michael Davis, нар. 1 грудня 1984, Дейтон, Огайо, США) — американський актор. Він найбільш відомий своїми ролями Марселя Жерара в телевізійній драмі «Первородні» і Зейна Андерса серіалі «Юна». Він також зіграв роль спеціального агента Квентіна Картера в телесеріалі «Морська поліція: Новий Орлеан».

## Біографія
Девіс народився в Дейтоні, штат Огайо. Він закінчив середню школу Стеббінса в передмісті Дейтона Ріверсайд і Університет Маямі в Оксфорді, штат Огайо. Він афроамериканського та філіппінського походження. Його батько з Кентуккі, а мати з Маніли.

## Особисте життя
Девіс мав стосунки з хореографинею і моделлю Катріною Амато. Проте в епізоді ток-шоу CBS The Talk від 19 вересня 2014 року він розповів, що «самотній».

## Фільмографія
| Рік       |    | Українська назва                 | Оригінальна назва         | Роль            |
| --------- | -- | -------------------------------- | ------------------------- | --------------- |
| 2005      | с  | Ноєв ковчег                      | Noah's Arc                | Кандидат        |
| 2005      | с  | Це так Ворон                     | That's So Raven           | Тревор          |
| 2009      | кф | Секунди подяки                   | Thanksgiving Seconds      | Лес             |
| 2010      | тф | День і ніч                       | Night and Day             | Гікс            |
| 2011      | с  | Переплутані при народженні       | Switched at Birth         | Ліам Лупо       |
| 2011—2012 | с  | Гра                              | The Game                  | Кван Кіркланд   |
| 2013      | кф | Пропозиція                       | The Proposal              | Чарльз          |
| 2013      | с  | Список клієнтів                  | The Client List           | Бен Далтон      |
| 2013      | с  | Анатомія Грей                    | Grey's Anatomy            | Джейсон Меєрс   |
| 2013      | с  | Щоденники вампіра                | The Vampire Diaries       | Марсель Джерард |
| 2013—2018 | с  | Первородні                       | The Originals             | Марсель Джерард |
| 2014      | кф | Крива навчання                   | The Learning Curve        | Френк           |
| 2015      | тф | Ур в аналізі                     | Ur in Analysis            | Майк            |
| 2015      | ф  | Бойові шрами                     | Battle Scars              | Рамірез         |
| 2017—2021 | с  | Юна                              | Younger                   | Зейн Андерс     |
| 2018      | кф | Магазин цукерок                  | Younger: Candy Shop       | Зейн            |
| 2018      | тф | Не спати до Різдва               | No Sleep ‘til Christmas   | Джош Райт       |
| 2018      | с  | Незаймана Джейн                  | Jane the Virgin           | Джефрі Мулінс   |
| 2018      | с  | Нація Z                          | Z Nation                  | Талкер Райтер   |
| 2019      | тф | Той самий час, наступного Різдва | Same Time, Next Christmas | Джефф Вільямс   |
| 2019      | с  | Поліція Чикаго                   | Chicago P.D.              | Блер Вільямс    |
| 2019      | с  | Для людей                        | For the People            | Тед             |
| 2020—2021 | с  | Морська поліція: Новий Орлеан    | NCIS: New Orleans         | Квентін Картер  |
| 2022      | с  | Спадок                           | Legacies                  | Марсель Джерард |